# Chiesa dei Santi Pietro e Paolo (Barbata)
La chiesa dei Santi Pietro e Paolo è la parrocchiale di Barbata, in provincia di Bergamo e diocesi di Cremona; fa parte della zona pastorale 1.

## Storia
Presumibilmente a Barbata esisteva un luogo di culto già verso l'anno mille; tuttavia, è stabilmente attestato a partire dal XVI secolo, in particolare nella relazione della visita pastorale del vescovo Cesare Speciano si legge che il numero dei fedeli era pari a 160 e che la chiesa, compresa nel vicariato di Calcio e avente come filiali gli oratori di San Pietro e di Santa Giulia, era retta dal solo parroco.
All'inizio del XVII secolo venne riedificata la parrocchiale per volere del cardinale Angelo Cesi; 
Dalla Nota parrocchie Stato di Milano del 1780 si apprende che i fedeli ammontavano a 472, i quali risultavano poi saliti a 496 nel 1819.
Nel 1893 il parroco don Francesco Gambazza evidenziò, in una lettera all'autorità ministeriale, sottolineò che il luogo di culto era ormai insufficiente a soddisfare le esigenze dei fedeli; così, nel 1897 vennero condotti i lavori di ampliamento della struttura, dopo che inizialmente a causa della mancanza delle autorizzazioni prescritte erano stati fermsti ed erano poi stati ripresi una volta ottenuto il benestare.
In epoca postconciliare la parrocchiale venne adeguata alle nuove norme mediante l'aggiunta dell'altare rivolto verso l'assemblea e dell'ambone.
Il 29 settembre 1975, con la riorganizzazione territoriale della diocesi stabilita dal vescovo Giuseppe Amari, la chiesa passò dal soppresso vicariato di Calcio alla neo-costituita zona pastorale 1.

## Descrizione

### Facciata
La facciata a capanna della chiesa, che volge a mezzogiorno, è suddivisa da una cornice in due registri, entrambi scanditi da lesene; quello inferiore presenta centralmente il portale maggiore timpanato e ai i due ingressi secondari, mentre quello superiore è caratterizzato da una finestra e coronato dal frontone di forma triangolare.
Annesso alla parrocchiale è il campanile a base quadrata, suddiviso in più registri da cornici; la cella presenta su ogni lato una monofora a tutto sesto ed è coronata dalla guglia piramidale.

### Interno
L'interno dell'edificio si compone di un'unica navata, sulla quale si affacciano le cappelle laterali, introdotte da archi a tutto sesto e ospitanti gli altri minori del Sacro Cuore e della Madonna del Rosario, e le cui pareti sono scandite da paraste sorreggenti la trabeazione modanata e aggettante sopra la quale si imposta la volta a botte; al termine dell'aula si sviluppa il presbiterio, rialzato di alcuni gradini, delimitato da balaustre e chiuso dalla parete di fondo piatta.